# Vox in Rama
Vox in Rama (it. "voce in Ramah") è una bolla pontificia promulgata da Papa Gregorio IX (r. 1227–1241) nel giugno 1233 di condanna della stregoneria, intesa come eresia e denominata "Luciferianesimo", che si diceva diffusa nel Regno di Germania e nell'area geopolitico circostante.
La bolla, inviata all'imperatore Federico II, al re Enrico VII di Germania suo figlio, all'arcivescovo Sigfrido III di Magonza, ai suoi suffraganei, al vescovo Corrado II di Hildesheim e al teologo Corrado di Marburgo tramite lettere datate 11, 13 e 14 giugno 1233, incitava alla predicazione di una crociata contro gli eretici/stregoni.
La Vox in Rama fu una di una serie di bolle con le quali Gregorio IX incitò alla crociata contro gli eretici: la Lucis eterne (29 ottobre 1232) aveva promosso la crociata degli Stedinger (1233–1234); la O altitudo divitiarum (10 giugno 1233), di medesimo oggetto della Vox in Rama ma inviata solo a Corrado di Marburgo; e la Miserias et erumpnas (13 febbraio 1234) aveva autorizzato la Crociata bosniaca (1235–1241).

## Contesto

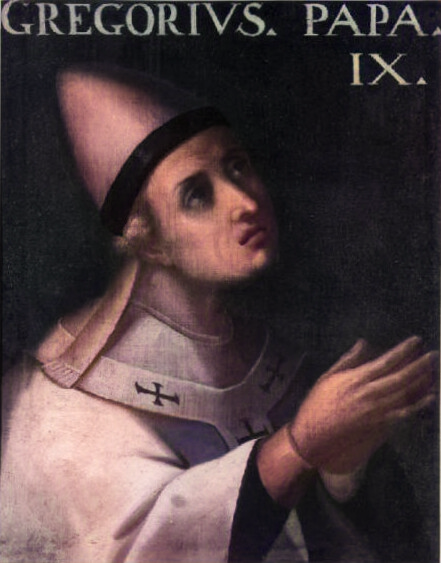
Ritratto postumo di Papa Gregorio IX di Giuseppe Franco (XVII secolo).

Tra il 1231 e il 1234, Papa Gregorio IX (r. 1227–1241) perfezionò, come i suoi immediati predecessori, l'istituto dell'Inquisizione, creato nel 1184 dalla bolla pontificia Ad abolendam di Lucio III (r. 1181–1185) per perseguire gli eretici. Nella fattispecie, Gregorio condusse sotto l'autorità centrale di Roma l'operato degli inquisitori sino a quel punto unicamente soggetti all'autorità del vescovo che se ne serviva. L'obiettivo era quello di portare ordine e legalità nel processo di lotta all'eresia, poiché vi erano state tendenze da parte di folle di cittadini a bruciare presunti eretici senza un vero e proprio processo. Nel 1231 papa Gregorio IX nominò un certo numero di inquisitori papali o Inquisitores haereticae pravitatis, per lo più Domenicani e Francescani, e li inviò in varie regioni della Francia, dell'Italia e di alcune parti della Germania. Lo scopo era quello di introdurre un giusto processo e un'indagine oggettiva sulle convinzioni di coloro che erano accusati della persecuzione spesso irregolare e ingiusta dell'eresia da parte delle giurisdizioni ecclesiastiche e secolari locali.
Il XIII secolo fu un periodo di grande superstizione e vide l'inizio della demonizzazione degli eretici da parte della Chiesa che attribuì al Diavolo la colpa della loro mancanza di fede nell'ortodossia cattolica. Il medievista britannico Malcolm Barber sostiene che fu in questo periodo che ci fu un grande zelo per l'invio di inquisitori da parte del papa e dei vescovi locali con lo scopo di scovare potenziali eretici.

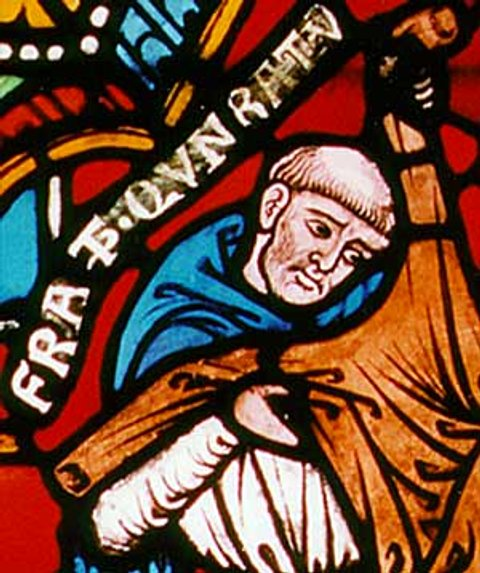
Corrado di Marburgo in una vetrata della chiesa di Santa Elisabetta (Marburgo).

Nel 1233, il rinomato teologo tedesco Corrado di Marburgo (1170/1180–1233), già veterano della celebre Crociata albigese (1209–1229) ed attivo come inquisitore in Germania sin dal 1231, avviò un'attività inquisitoria nella diocesi di Magonza, su richiesta del Papa o dell'arcivescovo Sigfrido III (c. 1230–1249). Presumibilmente attraverso la tortura e il terrore, Corrado riferì di aver scoperto un culto che adorava il Diavolo nella forma di un uomo e di un gatto neri. Il suo operato fu già al tempo controverso: poco dopo il suo arrivo a Magonza, un funzionario pontificio di nome Bernardo scrisse a Papa Gregorio riferendo che Corrado aveva costretto persone innocenti a confessare minacciandole di essere bruciate sul rogo se si fossero rifiutate di farlo. Poco dopo, Corrado fu assassinato, probabilmente dai servi di Enrico III di Sayn (c. 1202–1246) che l'inquisitore aveva accusato di fomentare l'eresia.
L'emissione della Vox in Rama fu una risposta alle accuse di Corrado ed esortò l'arcivescovo Sigfrido III e re Enrico VII di Germania (r. 1220–1235), figlio del sacro romano imperatore Federico II di Svevia (r. 1198–1250), rispettivamente rappresentanti delle autorità ecclesiastiche e temporali, a cercare e distruggere gli eretici.

## Titolo
La riga di testo iniziale Vox in Rama ("voce a Rama") è tratta da un brano della Bibbia che si trova in Geremia 31:15 «Così dice il SIGNORE: Una voce è stata udita a Rama, un lamento e un pianto amaro; Rachele piange per i suoi figli e rifiuta di essere consolata per i suoi figli, perché non lo erano più.», citata in Matteo 2:18 come lamento profetico per il massacro dei bambini di Betlemme da parte di Re Erode.

## Contenuto
La Vox in Rama descrive in dettaglio i riti di iniziazione della setta "luciferiana", sostenendo che il potenziale iniziato viene prima avvicinato da un misterioso rospo grande quanto un cane. Poco dopo gli appariva un uomo pallido ed emaciato che l'iniziato baciava e con ciò dimenticava ogni ricordo della fede cattolica. I membri della setta s'incontravano poi per un banchetto, al termine del quale i commensali si alzavano e la statua di un gatto nero prendeva vita, camminando all'indietro con la coda eretta. A questo punto, prima l'ultimo degli iniziati e poi il maestro della setta baciavano il gatto sulle natiche, sorta di antesignano Osculum infame.
Una volta completato il rituale, le candele nella stanza sarebbero state spente e la setta si sarebbe dedicata a orge selvagge, talvolta di natura omosessuale. Una volta riaccese le candele, un uomo da un angolo buio della stanza «esce dai lombi verso l'alto, splendente come il sole. La sua parte inferiore è pelosa come un gatto». Dopo un breve dialogo litanico tra il gatto e i membri del culto, l'incontro termina.
Gregorio sostiene inoltre che la setta commise vari crimini contro l'Eucaristia:
(Vox in Rama, trad. in Rodenberg 1883, p. 432.)
In conclusione, Gregorio condanna la pratica e invita le autorità religiose e secolari della diocesi a prendere provvedimenti contro i partecipanti al culto.

## Lascito: laVox in Ramae la ailurofobia medievale
Nel suo libro Classical Cats: The Rise and Fall of the Sacred Cat (1999), lo storico Donald Engels sostenne che la Vox in Rama fece dei gatti un simbolo del Diavolo ed esortò il Clero ed i laici ad ucciderli ogni qualvolta fosse possibile, concorrendo inoltre a cristallizzare, nel folclore europeo, l'associazione tra gatto e strega/stregone. Questa "Crociata contro i gatti" avrebbe interessato il XIII e XIV secolo, provocando rastrellamenti, eccidi e roghi dei felini in tutte le città d'Europa. Engels proseguì affermando che questo «sterminio sistematico dei gatti dalle città e dai paesi dell'Europa occidentale» vi causò la grande crescita demografica dei ratti neri che a sua volta permise la proliferazione della peste concorrendo ai devastanti risultati della Peste nera.
Gli studi recenti hanno smentito ampiamente le tesi di Engels. Anzitutto, il testo della Vox in Rama, non ha affermato che tutti i gatti siano satanici né contiene alcun ordine esplicito o implicito di uccidere i felini domestici. Non esiste inoltre alcuna prova documentale o archeologica a sostegno della condanna dei gatti da parte della Chiesa o della loro diffusa uccisione nel periodo e nei modi descritti da Engels: per esempio, un'analisi delle ossa di gatto del XIII secolo recuperate a Cambridge rivela che tutti i gatti esaminati furono macellati per ricavarne carne e pellicce, non bruciati vivi. Le istruzioni religiose cattoliche contemporanee, come l'Ancrene Wisse, consentivano inoltre alle donne consacrate e agli anacoreti di possedere gatti domestici, cosa che non sarebbe stata possibile in presenza di una formale condanna della cosa da parte di Roma. L'unico contesto medievale in cui funzionari cittadini ordinarono l'uccisione di massa dei gatti fu per eliminare i randagi sospettati di essere portatori di peste per il quale comunque non ci sono esempi noti anteriori al XV secolo. Per quanto riguarda infine l’asserzione secondo cui un maggior numero di gatti che predano i ratti portatori della peste ne avrebbe mitigato la diffusione, è stato dimostrato che i gatti sono altamente suscettibili di contrarre la Yersinia pestis e rischiano di diventare essi stessi vettori del patogeno se mangiano roditori infetti.

## Edizioni
- (LA) Carl Rodenberg (a cura di), Epistolae saeculi XIII e regestis pontificum Romanorum selectae, MGH, Berlino, Weidmann, 1883.
- (LA) APOSCRIPTA Banca dati - Lettres des papis, n. 3644, su telma-chartes.irht.cnrs.fr.